# دوقيات يوليش كليفه برغ المتحدة

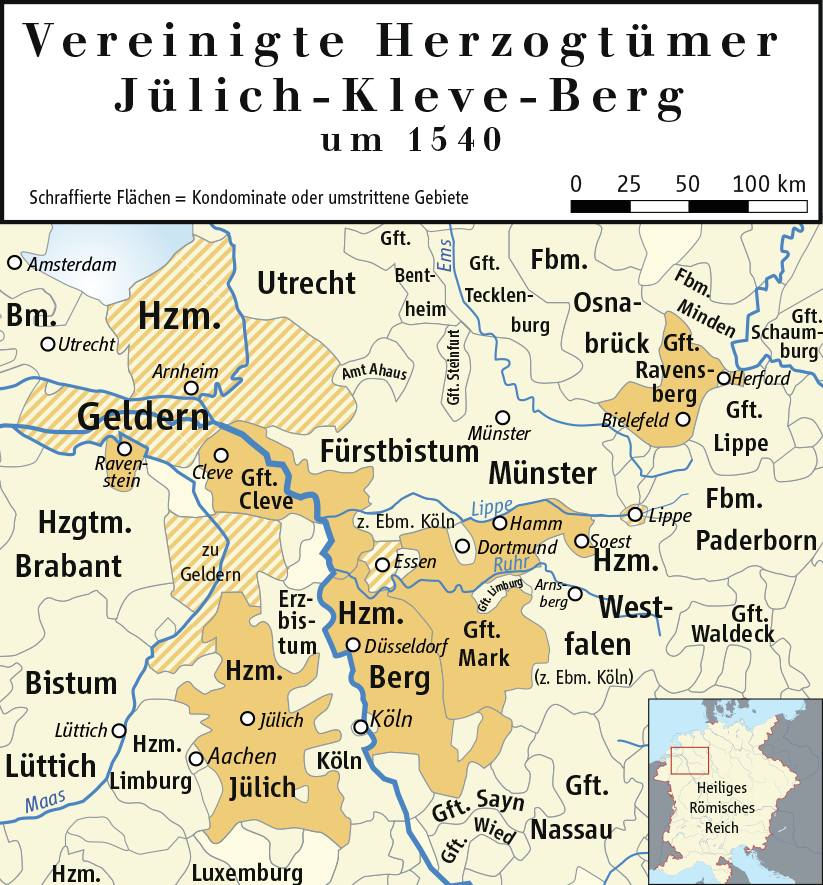
خريطة يوليش كليفه برغ تشمل مقاطعة خيلدرلند (حوالي العام 1540)

يوليش كليفه برغ (Jülich-Kleve-Berg) اسم لاثنين من الأراضي السابقة في ولاية الألمانية شمال الراين وستفاليا الحالية، والمقاطعة الهولندية الحالية خيلدرلند. كان الإقليم بين عامي 1521 و1666 مجموعة من الدول في الداخلة في اتحاد شخصي، جميع الأراضي reichsfrei في الإمبراطورية الرومانية المقدسة. وقد أعيد الاسم بعد مؤتمر فيينا لمقاطعة قصيرة العمر في مملكة بروسيا بين عامي 1815 و1822.